# 単純再生産
単純再生産（たんじゅんさいせいさん、英: simple reproduction、独: einfache Reproduktion）は、同じ価値を持つ物財を同じ規模で再生産するプロセスであり、マルクス経済学において資本の拡大再生産の基礎過程であると位置づけられているモデルである。

## 概説
単純再生産とは常に同じ規模で生産を繰り返し継続することであるが、資本主義においてはその生産過程ですべての剰余価値が資本家により個人的な支出により消費され、剰余価値が新しく資本に追加されないことである。これは価値増殖の運動を行う資本の前提条件である資本と賃労働の関係性が同様の規模で再生産されることでもある。

## 資本の単純再生産
1. 資本家は貨幣資本を投入して生産手段（これは不変資本でもある。工場施設、工作機械など）と労働力（可変資本）を購入する。
2. 資本家は生産手段と労働力を結合させて生産過程を生み出し、ここで商品を生産する。
3. 生産過程で生産された商品は資本家の資本（所有物）となる。この商品は、不変資本としての価値が移転されており、さらに労働力の可変資本としての価値、さらに労働時間において生み出される剰余価値が内在する。
4. 資本家は剰余価値を個人的な消費に支出して、最初に投入した貨幣と同じ額が残る。
5. 資本家は最初に投下した貨幣資本と同じ価値の貨幣資本を投入し、最初の生産過程は維持することで同じ価値の剰余価値を得ることができる。

## 労働力の単純再生産
1. 労働者は所有する労働力を資本家に販売することで賃金を得る。
2. 労働者は賃金で自らの労働力の再生産に必要な食料や衣服などの生活手段を購入する。この際に入手した賃金はすべて支出する。すなわち労働者は資本家から生活手段を購入している。
3. 労働者は賃金で資本家から購入した生活手段を消費して生存し、労働力を再生産する。
4. 労働者は労働力を再生産したために再び資本家に労働力を販売する。しかし、労働力を再生産する際に賃金をすべて支出したために最初の労働力の価値しか持たない。その結果、同じ価値の賃金を得ることができる。

上記から分かるように労働者は生活手段がなければ生存ができないため、その結果として労働者は資本家に労働力を販売せざるを得ない状況が起こる。これは労働者の資本家に対する経済的な従属関係の再生産であるとマルクス経済学においては考えられる。